# Ganhadeiras de Itapuã
Ganhadeiras de Itapuã é como são chamadas as lavadeiras de roupas que atuam na Lagoa do Abaeté, no bairro soteropolitano de Itapuã, capital do estado brasileiro da Bahia e que por realizarem a "lavagem de ganho" receberam esse nome, constituindo ainda um núcleo de preservação de tradições orais e um grupo de samba de roda, formalmente criado no ano de 2004 nos terreiros de Mariinha e de Dona Cabocla. Receberam o Prêmio da Música Brasileira, em 2015.
O grupo é formado por dezessete mulheres, dez crianças e ainda músicos que as acompanham, o Ganhadeiras de Itapuã já se apresentou em várias partes do país e recebeu vários prêmios com repertório de cantigas e samba de roda.
No desfile das escolas de samba do Rio de Janeiro de 2020 a escola Unidos do Viradouro prestou-lhe homenagem, sagrando-se vitoriosa naquele ano.

## Histórico
As tradições e cantos eram passadas pelas primeiras lavadeiras do Abaeté, mulheres escravas e libertas, de geração a geração, desde o século XIX.
Em depoimento Maria, uma das lavadeiras, registrava como as cantorias se davam: "Era um dia maravilhoso que a gente passava, as companheiras cantavam de lá (de um lado da lagoa), a gente respondia de cá".
Com raízes no candomblé, das conversas nos terreiros de Cabocla e Mariinha surgiu a ideia de criar o grupo que veio a musicalizar as tradições orais mantidas pelas lavadeiras do bairro, até que em 2004 finalmente o grupo foi criado.

## Discografia
- As ganhadeiras de Itapuã (CD, Coaxo do Sapo, 2004)[4]